# アルファロメオ・C39
アルファロメオ・C39 (Alfa Romeo C39) は、アルファロメオ・レーシング（ザウバー）が2020年のF1世界選手権参戦用に開発したフォーミュラ1カーである。

## 概要
2020年2月14日にフィオラノ・サーキットでキミ・ライコネンがバレンタインデー仕様のカラーリングが施されたC39をシェイクダウンさせ、カタロニア・サーキットで行われるプレシーズンテスト初日の同月19日に正式公開された。
ウィリアムズから移籍したロバート・クビサがリザーブドライバーに就任したことに伴い、持ち込みスポンサーの「PKNオーレン」がタイトルスポンサーとなり、チーム名は「アルファロメオ・レーシング・オーレン」となった。正式発表時のカラーリングは前年のC38同様えんじ色と白がベースで、サイドポッドにPKNオーレンのロゴが掲示された。
基本コンセプトは前年のC38を踏襲しているが、ロールフープが三角形に変わり、エアインテークは後方のエンジンカバーの先端部に大きく開口している。また、配管の変更によりボディワークのタイト化を計っている。

## 2020年シーズン
レギュラードライバーはキミ・ライコネンとアントニオ・ジョヴィナッツィのコンビを継続。前述した通り、ウィリアムズから移籍したロバート・クビサがリザーブドライバーに就任した。
プレシーズンテストでは、クビサが暫定トップのタイムを記録。2019新型コロナウイルスの世界的流行の影響により、F1は休止状態となった。シーズンの成績だが、予選は第6戦でライコネンがチームとして今季初のQ2進出を果たすまでQ2進出の記録がない結果となったが、第14戦で2台とも今季初の予選Q3進出を果たした。
決勝の方は、ライコネンの入賞2回の計4ポイントとジョヴィナッツィの入賞3回の計4ポイントの合計8ポイントでシーズンを終えた。

## スペック

### シャシー
- 名称:︰アルファロメオ・C39
- サバイバルセル: アルファロメオ・レーシング カーボンコンポジットモノコック
- サスペンション
  - フロント: ダブルウィッシュボーン、プッシュロッド式インボードスプリング&ダンパー
  - リア: マルチリンク、プルロッド式インボード油圧サスペンション
- ブレーキ: ブレンボ 6ピストンブレーキキャリパー、カーボンコンポジット製ディスク&パッド
- パワーユニット: フェラーリ
- トランスミッション: フェラーリ 8速クイックシフト・カーボンギアボックス、縦置き、カーボンコンポジット製クラッチ
- エレクトロニクス: マレリ、マクラーレン・エレクトロニック・システムズ(MES)、ボッシュ
- ERS: フェラーリ
- ステアリングホイール: アルファロメオ・レーシング
- ドライバーズペダル&シート: アルファロメオ・レーシング
- タイヤ: ピレリ
- ホイール: OZレーシング

#### 寸法および重量
- 全長: 5,500mm
- 全幅: 2,000mm
- ホイールベース: 約3,600mm
- 全高: 950mm（オーバーヘッドカメラ除く）
- フロントトレッド: 1,650mm
- リアトレッド: 1,550mm
- 重量: 746kg（ドライバーを含む）

### パワーユニット
- 名称: フェラーリ 065[13]
- 気筒数: V型6気筒
- バンク角: 90度
- 排気量: 1,600cc
- ボア径: 80mm
- ストローク: 53mm
- バルブ数: 4（1気筒あたり）
- 最高回転数 15,000rpm（レギュレーションで規定）
- ターボチャージャー: シングルターボ
- 最大燃料流量: 100kg/h
- 最大燃料容量: 120kgのうち110kgはレース中に使用可能
- インジェクション: 500bar、直接噴射
- ドライバーあたりのユニット数: 3

#### ERSシステム
- バッテリー出力: 4MJ（1周あたり）
- MGU-K出力: 120kW
- MGU-K最高回転数：50,000rpm
- MGU-H最高回転数：120,000rpm

## 記録
（key）
| 年   | No. | ドライバー       | AUT | STY | HUN | GBR | 70A | ESP | BEL | ITA | TUS | RUS | EIF | POR | EMI | TUR | BHR | SKR | ABU | ポイント | ランキング |
| ---- | --- | ---------------- | --- | --- | --- | --- | --- | --- | --- | --- | --- | --- | --- | --- | --- | --- | --- | --- | --- | -------- | ---------- |
| 2020 | 7   | ライコネン       | Ret | 11  | 15  | 17  | 15  | 14  | 12  | 13  | 9   | 14  | 12  | 11  | 9   | 15  | 15  | 14  | 12  | 8        | 8位        |
| 2020 | 99  | ジョヴィナッツィ | 9   | 14  | 17  | 14  | 17  | 16  | Ret | 16  | Ret | 11  | 10  | 15  | 10  | Ret | 16  | 13  | 16  | 8        | 8位        |

- 太字はポールポジション、斜字はファステストラップ
- † 印はリタイアだが、90%以上の距離を走行したため規定により完走扱い。